# Tolu Arokodare
Toluwalase Emmanuel Arokodare, detto Tolu (Lagos, 23 novembre 2000), è un calciatore nigeriano, attaccante del Genk.

## Caratteristiche tecniche
È un centravanti molto alto, abile nel gioco aereo. 

## Carriera

### Club
Dopo gli inizi presso alcune squadre locali in Nigeria, nel 2019 è approdato in Europa firmando con i lettoni del Valmiera. Fin da subito titolare, ha segnato 22 reti in 32 incontri di campionato nell'arco di due stagioni attirando l'attenzione del Colonia che lo ha prelevato in prestito nel settembre 2020. Ha debuttato in Bundesliga in occasione dell'incontro perso 1-0 contro l'Arminia Bielefeld, entrando in campo a un quarto d'ora dal termine.

### Nazionale
Nel marzo 2025 viene convocato per la prima volta dalla Nigeria, con cui esordisce il 21 del mese stesso nel successo per 0-2 in casa del Ruanda.
Il 6 giugno 2025 realizza la sua prima rete per le super aquile nell'amichevole pareggiata per 1-1 in casa della Russia.

## Statistiche

### Presenze e reti nei club
Statistiche aggiornate al 18 agosto 2025.
| Stagione        | Squadra         | Campionato      | Campionato | Campionato | Coppe nazionali | Coppe nazionali | Coppe nazionali | Coppe continentali | Coppe continentali | Coppe continentali | Altre coppe | Altre coppe | Altre coppe | Totale | Totale | Totale |
| Stagione        | Squadra         | Comp            | Pres       | Reti       | Comp            | Pres            | Reti            | Comp               | Pres               | Reti               | Comp        | Pres        | Reti        | Pres   | Reti   |        |
| --------------- | --------------- | --------------- | ---------- | ---------- | --------------- | --------------- | --------------- | ------------------ | ------------------ | ------------------ | ----------- | ----------- | ----------- | ------ | ------ | ------ |
| 2019            | Valmiera        | VL              | 16         | 7          | CL              | 1               | 0               | -                  | -                  | -                  | -           | -           | -           | 17     | 7      |        |
| 2020            | Valmiera        | VL              | 16         | 15         | CL              | 0               | 0               | UEL                | 1                  | 0                  | -           | -           | -           | 17     | 15     |        |
| Totale carriera | Totale carriera | Totale carriera | 32         | 22         |                 | 1               | 0               |                    | 1                  | 0                  |             | -           | -           | 34     | 22     |        |
| 2020-2021       | Colonia         | BL              | 10         | 0          | CG              | 1               | 0               | -                  | -                  | -                  | -           | -           | -           | 11     | 0      |        |
| 2021-2022       | Amiens          | L2              | 35         | 8          | CF              | 5               | 5               | -                  | -                  | -                  | -           | -           | -           | 40     | 13     |        |
| 2022-gen. 2023  | Amiens          | L2              | 20         | 6          | CF              | 3               | 2               | -                  | -                  | -                  | -           | -           | -           | 23     | 8      |        |
| Totale Amiens   | Totale Amiens   | Totale Amiens   | 55         | 14         |                 | 8               | 7               |                    | -                  | -                  |             | -           | -           | 63     | 21     |        |
| gen.-giu. 2023  | Genk            | PL              | 13         | 2          | CB              | -               | -               | -                  | -                  | -                  | -           | -           | -           | 13     | 2      |        |
| 2023-2024       | Genk            | PL              | 40         | 14         | CB              | 1               | 0               | UCL+UEL+UECL       | 2+2+7              | 2+0+1              | -           | -           | -           | 52     | 17     |        |
| 2024-2025       | Genk            | PL              | 40         | 21         | CB              | 4               | 2               | -                  | -                  | -                  | -           | -           | -           | 44     | 23     |        |
| Totale Genk     | Totale Genk     | Totale Genk     | 93         | 37         |                 | 5               | 2               |                    | 11                 | 3                  |             | -           | -           | 109    | 52     |        |
| Totale carriera | Totale carriera | Totale carriera | 190        | 73         |                 | 15              | 9               |                    | 12                 | 3                  |             | -           | -           | 217    | 85     |        |

## Palmarès

### Individuale
- Capocannoniere della Coppa di Francia: 1

2021-2022 (5 reti)
- Capocannoniere del campionato belga: 1

2024-2025 (21 reti)